# Cyril Horn
Cyril Horn, född 7 oktober 1904 i Wisbech och död februari 1987 i Outwell, var en brittisk hastighetsåkare på skridskor. Han deltog i de olympiska spelen i Chamonix 1924 och i Sankt Moritz 1928. Som bäst kom han på tjugotredje plats på 5 000 m.

## Fotnoter
1. ↑  läs online, www.tradingcarddb.com .[källa från Wikidata]